# سارتينو
Sarteano هي بلدة في مقاطعة سيينا في منطقة توسكانا الإيطالية،وتقع على بعد حوالي 100 كيلومتر (62 ميل) جنوب شرق فلورنسا وحوالي 60 كيلومتر (37 ميل) جنوب شرق سيينا. 
Sarteano مهم بشكل خاص من وجهة النظر التاريخية.تقع بين Val d'Orcia و Valdichiana،منطقة Sarteano مأهولة بالسكان منذ آلاف السنين. لهذا السبب لدى سارتيانو علم آثار غني جدًا.على وجه الخصوص،تقع بعض أهم المقابر الأترورية في توسكانا في الريف حول سارتينو.جزء كبير من القطع الأثرية الموجودة في المنطقة تشكل مجموعة Museo civico archeologico di Sarteano .
تقع بلدة سارتينو على حدود البلديات التالية:Cetona وChianciano Terme وChiusi وPienza وRadicofani San Casciano dei Bagni.

## روابط خارجية
- www.comune.sarteano.siena.it/
- Contrada di San Martino - Official website

بلديات